# إيغور ياكوبوفسكي
إيغور ياكوبوفسكي (بالبولندية: Igor Jakubowski)‏ (مواليد 6 أغسطس 1992) هو ملاكم بولندي، مثّل بلاده في الألعاب الأولمبية الصيفية 2016.

## روابط خارجية
إيغور ياكوبوفسكي على موقع بوكس ريك (الإنجليزية) (registration required)
- إيغور ياكوبوفسكي على موقع اللجنة الأولمبية الدولية (الإنجليزية)
- إيغور ياكوبوفسكي على موقع أوليمبيديا (الإنجليزية)
- إيغور ياكوبوفسكي على موقع اللجنة الأولمبية البولندية (مؤرشف) (البولندية)